# Holding onto Heaven
Holding onto Heaven è un singolo della cantante britannica Foxes, pubblicato il 16 dicembre 2013 come terzo estratto dal primo album in studio Glorious.
Il 18 aprile 2014 è stato ripubblicato digitalmente, mentre il 2 maggio è uscita una nuova versione composta da vari remix.

## Video musicale
Il video è stato reso disponibile il 7 aprile 2014 attraverso il canale YouTube della cantante.

## Tracce
Download digitale – 1ª versione
1. Holding onto Heaven – 3:31

Download digitale – 2ª versione
1. Holding onto Heaven (Radio Edit) – 3:19
2. Holding onto Heaven (Chainsmokers Remix) – 4:08
3. Holding onto Heaven (Wideboys Remix) – 6:53
4. Holding onto Heaven (Kove Remix) – 4:15
5. Let Go for Tonight (BBC Radio 1 Live Lounge Version) – 3:32